# A Tal Canção pra Lua
"A Tal Canção pra Lua" é uma canção de folk-pop do cantor brasileiro Vitor Kley com participação especial de Samuel Rosa, vocalista da banda Skank. Foi lançado como o single principal de seu quarto álbum de estúdio, Microfonado, em 5 de setembro de 2019, através da Midas Music. Após lançar "O Sol", fãs passaram a pedir também uma canção para a Lua, e Kley acabou escrevendo-a, chamando Samuel Rosa para as vocais. Assim como todo o álbum Microfonado, foi gravada em apenas uma tomada. Em geral, a canção foi bem recebida, atingindo a posição dois na parada de canções pop no Brasil e a posição 44 no geral, bem como indicada ao Grammy Latino de Melhor Canção em Língua Portuguesa e ao Prêmio Multishow de Música Brasileira na categoria "Música do Ano" em 2020.

## Antecedentes e lançamento
Para Microfonado, álbum do qual "A Tal Canção pra Lua" faz parte, Rick Bonadio, proprietário da Midas Music, propôs uma composição de "acústico absoluto". Foi retirado do estúdio objetos como amplificadores, alto-falantes, caixas de retorno e fones de ouvido, mantendo apenas instrumentos como violões, bateria, piano e baixo acústico, e os únicos cabos são dos microfones que captam o som destes, sendo esta a origem do nome do álbum. Uma reforma no estúdio principal do Midas foi necessária. Na plateia do estúdio, além de Samuel Rosa, vocalista da banda Skank, Vitor também recebeu o duo Anavitória, Luiza Possi, Mari Nolasco e Pedro Calais, vocalista do Lagum.
As canções foram gravadas em uma única tomada, preservando "a pureza da visita à criação". Não houve novas tomadas para a correção de eventuais erros, nem recursos tecnológicos como auto-tune, que corrige falhas vocais. Antes de cada tomada, o artista narra como a canção foi criada, seus sentimentos e sua inspiração. Para a edição do vídeo, que faz parte do projeto, foram feitas novas tomadas para captação de diferentes ângulos, sendo essa a única exceção.
| “ | A pessoa tem que sentir como se estivesse quando o artista pega o violão, faz uma sequência de acordes, monta um riff, monta outro, cria a melodia da música. No Microfonado as pessoas sentem esse momento mágico, que ninguém capta. As músicas ganham uma nova vida. Quem gosta de som vai pirar. —Rick Bonadio | ” |

Após lançar "O Sol", Vitor Kley disse que, de tanto que seus fãs lhe insistiram a fazer uma canção para a lua também, ele acabou por escrevê-la. Ele relata também que, sempre que cantava a música, ouvia a voz de Samuel Rosa, vocalista da banda Skank. Então, ele decidiu lhe mandar uma mensagem no Instagram para convidá-lo a gravar a canção. Coincidentemente, Kley iria gravar um programa, e em sua grade, estava listada a banda Skank, então fez o pedido ali. Rosa aceitou, e também disse que era importante "tabelar minha geração como novas gerações [...] eu preciso entender Vitor Kley, como sua música se move". Nos ensaios, enquanto tocavam juntos, Samuel demonstrava certo incômodo; falou: "Ainda não está no ponto. Quero cantar como você cantou [na gravação que Vitor mandou a ele]." Depois que encontraram o ponto, Vitor chorou: "Rolou uma energia sinistra no estúdio".
No dia 28 de agosto, Vitor Kley anunciou em seu Instagram o lançamento de "A Tal Canção pra Lua" para o dia 5 de setembro de 2019. Dois dias antes do lançamento, no dia 3, foi publicada uma prévia. A canção foi lançada junto com um videoclipe ao vivo.

## Composição e recepção
"A Tal Canção pra Lua" é uma canção de folk-pop que mantém as "boas vibrações" de seu hit "O Sol", classificado como um "mix de folk e surf music". Em seu refrão, Vitor Kley e Samuel cantam "Deixa eu querer voar / Enfrentar meus problemas / Eu mirei na lua / E acabei acertando as estrelas". Um instrumento característico na canção é o violão. Segundo o G1, a canção "é uma balada que lembra canções passadas. Não tem inovação, mas promove um encontro de gerações de reis das rodinhas de violão", e disse que Vitor tinha influências da banda Skank. Rafael Martins, ao Palco POP, disse que a canção "é uma versão mais crua em voz e violão do estilo que tornou Kley conhecido."
Pouco tempo após seu lançamento, a canção obteve recepção geralmente positiva dos críticos. Pedro Hosken, ao Hugo Gloss, chamou a canção de linda, e acrescentou: "Se depender da gente, faz sucesso até nas outras galáxias!" Em sua análise de Microfonado, Henry Zats do Nação da Música chamou a canção de interessante e disse que Kley e Rosa "combinam bem, tanto na voz quanto no estilo musical." Zats chamou o refrão de "bem cativante" e considerou uma das frases, "Mirei na lua e acabei acertando as estrelas", chamativa: "dificilmente sai da cabeça depois de ouvir."
Segundo pesquisa da Crowley, "A Tal Canção pra Lua" foi a canção mais ouvida em São Paulo entre 21 e 25 de outubro e, no Rio de Janeiro, a segunda mais ouvida, atrás apenas de "Gelo", da banda Melim. Em paradas musicais, o single atingiu uma posição de pico de 44 na Top 100 Brasil e a posição 2 na Top 10 Pop Nacional, ambas da Crowley. Em 2020, a canção foi indicada no Grammy Latino para Melhor Canção em Língua Portuguesa e no Prêmio Multishow de Música Brasileira à categoria "Música do Ano"; sobre o primeiro prêmio, Kley publicou em seu Twitter um vídeo, onde diz: "Tamo no Grammy! E é um dos dias mais felizes da minha vida. Ganhando ou não, tamo lá no Grammy, pra quem canta, pra quem toca, pra quem escreve, é tipo o ápice da carreira do cara". Em 2021, venceu o Prêmio Rádio Globo Quem na categoria Melhor Música Pop Nacional. A canção foi incluída na trilha sonora da novela da TV Globo Salve-se Quem Puder, exibida entre 2020 e 2021.

## Paradas musicais
| Parada musical (2019–2020)           | Posição de pico |
| ------------------------------------ | --------------- |
| Brasil (Crowley Top 100 Brasil)      | 44              |
| Brasil (Crowley Top 10 Pop Nacional) | 2               |

## Prêmios e indicações
| Ano  | Organização                           | Categoria                          | Resultado | Ref.   |
| ---- | ------------------------------------- | ---------------------------------- | --------- | ------ |
| 2020 | Grammy Latino                         | Melhor Canção em Língua Portuguesa | Indicado  | [ 14 ] |
| 2020 | Prêmio Multishow de Música Brasileira | Música do Ano                      | Indicado  | [ 15 ] |
| 2021 | Prêmio Rádio Globo Quem               | Melhor Música Pop Nacional         | Venceu    | [ 16 ] |